# Lijst van voetbalinterlands Comoren - Tsjaad
Deze lijst van voetbalinterlands is een overzicht van alle officiële voetbalwedstrijden tussen de nationale teams van de Comoren en Tsjaad. De landen hebben tot op heden twee keer tegen elkaar gespeeld. De eerste ontmoeting was een kwalificatiewedstrijd voor het wereldkampioenschap voetbal 2026 op 11 juni 2024 in Oujda (Marokko). Het laatste duel, de returnwedstrijd in dezelfde kwalificatiereeks, vond plaats in Berkane (Marokko) op 25 maart 2025.

## Wedstrijden
| № | Plaats  | Datum         | Competitie           | Wedstrijd        | Uitslag |
| - | ------- | ------------- | -------------------- | ---------------- | ------- |
| 1 | Oujda   | 11 juni 2024  | WK 2026 kwalificatie | Tsjaad − Comoren | 0 − 2   |
| 2 | Berkane | 25 maart 2025 | WK 2025 kwalificatie | Comoren − Tsjaad | 1 − 0   |

## Samenvatting
| Competitie      | Totaal gespeeld | Winst Comoren | Gelijk | Winst Tsjaad | Doelsaldo Comoren – Tsjaad |
| --------------- | --------------- | ------------- | ------ | ------------ | -------------------------- |
| WK-kwalificatie | 2               | 2             | 0      | 0            | 3 − 0                      |
| Totaal          | 2               | 2             | 0      | 0            | 3 − 0                      |

FCF · Comorees vrouwenelftal

Interlands
Tegenstander:
Angola ·
Botswana ·
Burkina Faso ·
Burundi ·
Centraal-Afrikaanse Republiek ·
Djibouti ·
Egypte ·
Ethiopië ·
Gabon ·
Gambia ·
Ghana ·
Guinee ·
Ivoorkust ·
Jemen ·
Kaapverdië ·
Kameroen ·
Kenia ·
Lesotho ·
Libië ·
Madagaskar ·
Malawi ·
Malediven ·
Mali ·
Marokko ·
Mauritanië ·
Mauritius ·
Mozambique ·
Namibië ·
Oeganda ·
Palestina ·
Seychellen ·
Sierra Leone ·
Swaziland ·
Togo ·
Tsjaad ·
Tunesië ·
Zambia ·
Zimbabwe ·
Zuid-Afrika
FTF · Tsjadisch vrouwenelftal
Interlands
Tegenstander:
Algerije ·
Angola ·
Bahrein ·
Benin ·
Botswana ·
Centraal-Afrikaanse Republiek ·
Comoren ·
Congo-Brazzaville ·
Congo-Kinshasa ·
Egypte ·
Equatoriaal-Guinea ·
Ethiopië ·
Gabon ·
Gambia ·
Ghana ·
Guinee ·
Ivoorkust ·
Jemen ·
Jordanië ·
Kameroen ·
Liberia ·
Libië ·
Madagaskar ·
Malawi ·
Mali ·
Mauritius ·
Namibië ·
Niger ·
Nigeria ·
Oeganda ·
Sao Tomé en Principe ·
Sierra Leone ·
Soedan ·
Tanzania ·
Togo ·
Tunesië ·
Zambia ·
Zuid-Afrika